# Челара
Чела̀ра (на италиански: Cellara) е село и община в Южна Италия, провинция Козенца, регион Калабрия. Разположено е на 750 m надморска височина. Населението на общината е 508 души (към 2012 г.).